# بتانی (لوئیزیانا و تگزاس)
بتانی (به انگلیسی: Bethany) یک منطقهٔ مسکونی در ایالات متحده آمریکا است که در تگزاس واقع شده‌است.